# David Zhu
Dai Wei "David" Zhu (17 augustus 1990) is een Chinees autocoureur.

## Carrière
Zhu begon zijn autosportcarrière in het formuleracing in 2007. Hij startte hier voor Meritus in de Aziatische Formule BMW. Terwijl zijn teamgenoot Jazeman Jaafar kampioen werd, werd Zhu met twee podiumplaatsen tiende. In 2008 stapte hij over naar de Formule Azië 2.0 voor het team March3 Racing. Hij eindigde drie races op het podium en werd zesde terwijl zijn teamgenoot Felix Rosenqvist de titel won. In 2007 en 2008 nam Zhu ook deel aan twee races van de Aziatische Formule Renault Challenge.
In 2009 stapte Zhu over naar de Japanse Formule Challenge. Nadat hij in zijn debuutseizoen als dertiende eindigde, verbeterde hij zich in 2010 naar de negende plaats. In beide jaren was hij de beste niet-Japanner in het kampioenschap. In 2011 nam Zhu deel aan twee raceweekenden van de Formule Pilota China. Voor het team Eurasia Motorsport behaalde hij één podiumpositie waardoor hij als achtste eindigde in het kampioenschap.
In 2012 gaat Zhu in Europa in de Formule 2 racen. Hij is hiermee de eerste Chinese rijder in deze klasse.